# Велика хроніка (літопис)
Велика хроніка (заст. укр. Летопис, то ест Кройника великая з розных многих кройникаров диалектом русским написана) — білорусько-українська пам'ятка писемності епохи бароко, своєрідна історична енциклопедія свого часу, перша серйозна спроба викладу світової історії руською мовою. Викладена в першій половині XVII ст. Місце виникнення достеменно невідомо.
Рання редакція хроніки, найбільш імовірно, білоруського походження, пізніша — українського. Хроніка має компіляційний характер. За жанровою структурою — звід історичних повістей, оповідань та порічних записів. Складається з 3 основних частин: «Хроніки всього світу» (базується переважно на однойменній хроніці польського історика Марціна Бєльського), «Хроніки слов'яноруської» («Слов'янської хроніки») та «Хроніки литовської та жемайтської» (обидві базуються на «Хроніці Польській, Литовській, Жмудській і всієї Русі» Мацея Стрийковського).
У першій частині описано далеке минуле людства від створення світу до часів Карла Великого, друга частина присвячена історії стародавньої Русі від побудови Києва до 1480 року. Один з розділів хроніки називається «Хроніка Білої і Чорної Русі». У третій частині — історія Великого князівства Литовського від легендарного князя Палемона до 1588 року.